# Just a Dream (Nelly)
Just a Dream is een nummer van de Amerikaanse hiphop en R&B zanger Nelly. Het nummer is geschreven door Nelly, Rico Love en Frank Romano, en geproduceerd door Jim Jonsin. Het lied werd uitgebracht op 16 augustus 2010 en dient als eerste single van het zesde album van Nelly: Nelly 5.0. Op 6 oktober 2010 verkreeg het nummer de platinastatus van de Amerikaanse RIAA. In Nederland heeft het nummer de tiende positie in de Nederlandse Top 40 behaald.

## Achtergrond
Nelly vertelde in een interview dat het nummer in eerste instantie afgewezen werd. Toen hij en zijn producent Jim Jonsin werkten aan de muziek voor het album, stuitten zij toevallig op deze beat. "Hij speelde een aantal van zijn beats af en toen hij bij deze beat aankwam, luisterden we een aantal seconden en gingen we door naar de volgende beat", aldus Nelly. "Ik weet niet wat het was; ik denk dat hij dacht dat ik het een slechte beat vond. Toen hij naar de volgende ging, zei ik: 'Wacht eens even, wat is dat?'. Omdat ik enorm van gitaren houd, vond ik het meteen een geweldige beat. Tijdens het luisteren schreef ik al het een en ander in m'n hoofd en voor dat ik het wist, kwam daar dit nummer uit."

## Hitnotering

### Nederlandse Top 40
| Hitnotering: 04-12-2010 t/m 05-03-2011 | Hitnotering: 04-12-2010 t/m 05-03-2011 | Hitnotering: 04-12-2010 t/m 05-03-2011 | Hitnotering: 04-12-2010 t/m 05-03-2011 | Hitnotering: 04-12-2010 t/m 05-03-2011 | Hitnotering: 04-12-2010 t/m 05-03-2011 | Hitnotering: 04-12-2010 t/m 05-03-2011 | Hitnotering: 04-12-2010 t/m 05-03-2011 | Hitnotering: 04-12-2010 t/m 05-03-2011 | Hitnotering: 04-12-2010 t/m 05-03-2011 | Hitnotering: 04-12-2010 t/m 05-03-2011 | Hitnotering: 04-12-2010 t/m 05-03-2011 | Hitnotering: 04-12-2010 t/m 05-03-2011 | Hitnotering: 04-12-2010 t/m 05-03-2011 | Hitnotering: 04-12-2010 t/m 05-03-2011 | Hitnotering: 04-12-2010 t/m 05-03-2011 |
| Week:                                  | 1                                      | 2                                      | 3                                      | 4                                      | 5                                      | 6                                      | 7                                      | 8                                      | 9                                      | 10                                     | 11                                     | 12                                     | 13                                     | 14                                     |                                        |
| -------------------------------------- | -------------------------------------- | -------------------------------------- | -------------------------------------- | -------------------------------------- | -------------------------------------- | -------------------------------------- | -------------------------------------- | -------------------------------------- | -------------------------------------- | -------------------------------------- | -------------------------------------- | -------------------------------------- | -------------------------------------- | -------------------------------------- | -------------------------------------- |
| Positie:                               | 23                                     | 19                                     | 12                                     | 14                                     | 14                                     | 10                                     | 11                                     | 14                                     | 15                                     | 14                                     | 14                                     | 20                                     | 25                                     | 36                                     | uit                                    |

### NederlandseSingle Top 100
| Hitnotering: 20-11-2010 t/m 26-02-2011 | Hitnotering: 20-11-2010 t/m 26-02-2011 | Hitnotering: 20-11-2010 t/m 26-02-2011 | Hitnotering: 20-11-2010 t/m 26-02-2011 | Hitnotering: 20-11-2010 t/m 26-02-2011 | Hitnotering: 20-11-2010 t/m 26-02-2011 | Hitnotering: 20-11-2010 t/m 26-02-2011 | Hitnotering: 20-11-2010 t/m 26-02-2011 | Hitnotering: 20-11-2010 t/m 26-02-2011 | Hitnotering: 20-11-2010 t/m 26-02-2011 | Hitnotering: 20-11-2010 t/m 26-02-2011 | Hitnotering: 20-11-2010 t/m 26-02-2011 | Hitnotering: 20-11-2010 t/m 26-02-2011 | Hitnotering: 20-11-2010 t/m 26-02-2011 | Hitnotering: 20-11-2010 t/m 26-02-2011 | Hitnotering: 20-11-2010 t/m 26-02-2011 | Hitnotering: 20-11-2010 t/m 26-02-2011 |
| Week:                                  | 1                                      | 2                                      | 3                                      | 4                                      | 5                                      | 6                                      | 7                                      | 8                                      | 9                                      | 10                                     | 11                                     | 12                                     | 13                                     | 14                                     | 15                                     |                                        |
| -------------------------------------- | -------------------------------------- | -------------------------------------- | -------------------------------------- | -------------------------------------- | -------------------------------------- | -------------------------------------- | -------------------------------------- | -------------------------------------- | -------------------------------------- | -------------------------------------- | -------------------------------------- | -------------------------------------- | -------------------------------------- | -------------------------------------- | -------------------------------------- | -------------------------------------- |
| Positie:                               | 39                                     | 20                                     | 28                                     | 26                                     | 30                                     | 28                                     | 19                                     | 17                                     | 29                                     | 37                                     | 38                                     | 54                                     | 38                                     | 54                                     | 88                                     | uit                                    |

### VlaamseUltratop 50
| Hitnotering: 27-11-2010 t/m 01-01-2011 | Hitnotering: 27-11-2010 t/m 01-01-2011 | Hitnotering: 27-11-2010 t/m 01-01-2011 | Hitnotering: 27-11-2010 t/m 01-01-2011 | Hitnotering: 27-11-2010 t/m 01-01-2011 | Hitnotering: 27-11-2010 t/m 01-01-2011 | Hitnotering: 27-11-2010 t/m 01-01-2011 | Hitnotering: 27-11-2010 t/m 01-01-2011 |
| Week:                                  | 1                                      | 2                                      | 3                                      | 4                                      | 5                                      | 6                                      |                                        |
| -------------------------------------- | -------------------------------------- | -------------------------------------- | -------------------------------------- | -------------------------------------- | -------------------------------------- | -------------------------------------- | -------------------------------------- |
| Positie:                               | 48                                     | 39                                     | 35                                     | 38                                     | 49                                     | 50                                     | uit                                    |